# Domovina
Domovina označava odnos između ljudi i prostora. Povijesno-zemljopisni parametri nisu nepomični, nego se mogu mijenjati, ako se okolnosti mijenjaju.
Pojam domovina se može odnositi na određeno područje, krajolik, selo, grad, državu, narod, jezik ili vjeroispovijed.
Po tom viđenju domovina ne označava isljučivo određeno mjesto (dom), nego i identificiranje s domovinom. Uključuje i cjelinu okolnosti u kojima osoba odrasta.

## Pojam "domovina" u drugim jezicima
- U engleskom jeziku koristi se homeland ili native land.
- U francuskom jeziku se može reči lieu d'origine, pays natal ili jednostavno mon pays.
- U njemačkom jeziku riječ Heimat sadržava riječ Heim, slično kao u hrvatskom jeziku domovina / dom